# أرغايوس الأول المقدوني
أرغايوس الأول المقدوني (باليونانية القديمة:Ἀργαῖος Αʹ ὁ Μακεδών) كان الملك الخامس لمملكة مقدونيا القديمة خلف والده الملك بيرديكاس الأول المقدوني على عرش مقدونيا حكم من العام 652 قبل الميلاد إلى 621 قبل الميلاد وإليه تنسب السلالة الأرغية خلفه في الملك ابنه فيليبوس الأول المقدوني. وبحسب المؤرخ ماركوس جوليانوس جوستينوس فقد حكم البلاد بحذر وتروي مما أكسبه حبا وشعبية حتى لدى أعدائه.

## عائلته
هو الابن الوحيد لبيرديكاس الأول المقدوني والدته كليوباترا (زوجة بيرديكاس) تزوج من بروثوي.